# Paul van Philips
Paulus Antonius Maria (Paul) van Philips (Paramaribo, 15 november 1923 – Paramaribo, 11 februari 1997) was een Surinaams politicus en hoogleraar.
Na de Tweede Wereldoorlog ging hij naar Nederland om daar te gaan studeren. Voordat hij kon worden toegelaten aan de universiteit moest hij echter eerst nog een aanvullende hbs-opleiding volgen waarvoor hij in Hilversum naar het Het Nieuwe Lyceum ging.
Van Philips behaalde zijn doctoraal economie aan de Universiteit van Amsterdam (UvA) in juni 1955 en promoveerde aldaar minder dan twee jaar later, in maart 1957, met de distinctie cum laude. Van Philips' promotor was prof. dr. C. Goedhart, die in 1955 ook al was opgetreden als promotor van Jules Sedney. Sedney en Van Philips zouden beiden zitting nemen in het kabinet-Emanuels.
Voor hij de politiek inging heeft hij les gegeven op de Surinaamse Rechtsschool in Paramaribo.
Bij de verkiezingen van juni 1958 werd Van Philips namens de Progressieve Surinaamse Volkspartij (PSV) gekozen tot lid van de Staten van Suriname. Kort daarop werd het kabinet-Emanuels samengesteld waarin Van Philips minister van Economische Zaken werd.
Drie jaar later gaf hij voortijdig dat ministerschap op om, in april 1962, te Amsterdam benoemd te worden tot lector bedrijfshuishoudkunde aan de UvA. In 1967 volgde zijn aanstelling aldaar tot hoogleraar wat hij zou blijven tot hij in december 1988 met pensioen ging.
Van Philips overleed in 1997 op 73-jarige leeftijd.

## Publicaties
- Public finance and less developed economy, with special reference to Latin America, 1957 (dissertatie);
- Aspecten van het continuïteitsbegrip in de economische analyse, De Economist, april 1962, blz. 303-320;
- Vraagstukken van winst en van winsttoerekening, Maandblad voor Accountancy en Bedrijfshuishoudkunde, mei 1966, blz. 197-214;
- Grepen uit de evolutie van het bedrijfseconomisch winstbegrip, AE.E. Kluwer, 1968.